# Gignod
Gignod (pron. fr. AFI: [ʒiɲo] , Gignaud in grafia antica omofona, Dzegnoù in patois valdostano) è un comune italiano sparso di 1 689 abitanti, che si estende tra la Valpelline e la Valle del Gran San Bernardo, due valli laterali della Valle d'Aosta.

## Geografia fisica

### Territorio
- Classificazione sismica: zona 4 (sismicità molto bassa)[5]

### Clima
In inverno le temperature sono particolarmente rigide. La Valpelline è conosciuta localmente come Combe Froide (in francese) o Coumba fréda (in patois), cioè "valle fredda".

## Origini del nome
Il toponimo Gignod potrebbe derivare dal nome latino di persona Gennius con l'aggiunta del suffisso -od che indica possesso.

## Storia
Alcuni ritrovamenti di cocci lasciano intendere che l'area di Gignod sia stata abitata sin dall'epoca protostorica.
Da Gignod, in epoca romana, passava la via delle Gallie, strada romana consolare fatta costruire da Augusto per collegare la Pianura Padana con la Gallia. Che la zona fosse inoltre frequentata è testimoniata da alcuni reperti scoperti nel '900: dapprima è stato riportato alla luce un ripostiglio contenente 600 monete imperiali (risalenti all’ incirca alla seconda metà del III sec. d. C.), mentre successivamente è stata rinvenuta a Roinçod de ça una tomba a cassa in lastroni, contenente resti di due scheletri e un vaso in pietra ollare, databile agli ultimi tempi dell'impero.
Nel Medioevo, numerosi furono i signori che si alternarono nel dominio su paese: dapprima i nobili De Avisio, che in seguito lo concessero in feudo ai signori De Gignio alla fine dell'XI secolo. Inoltre, è attestato che anche i nobili De La Porte e i Dossan (o Dochan) dominarono il borgo.
Nel 1252, i Savoia si appropriarono del territorio e lo concessero ai signori di Quart, che lo detennero fino al 1378. Dopo aver tenuto per un certo periodo sotto il loro dominio diretto il territorio, i Savoia costituirono, nel 1584, la baronia di Gignod che comprendeva anche due quartieri di Aosta (Saint-Etienne e Saint-Martin de Corléans), oltre ai paesi di Étroubles, Saint-Oyen, Saint-Rhémy-en-Bosses e parte di Allein.
In epoca fascista, il comune fu accorpato a quello di Aosta.

### Simboli
Lo stemma e il gonfalone del comune di Gignod sono stati concessi con decreto del presidente della Repubblica del 19 settembre 1993.
Lo stemma comunale riproduce, con il capo d'argento anziché d'oro, il blasone della casata dei Pallavicino.
Tra la fine dell'Ottocento e gli inizi del Novecento il comune fece occasionalmente uso dello stemma dei nobili De Gignod (o De Gignio), cosignori del luogo, citati in vari documenti tra il 1281 e il 1409, che portavano: d'oro al castello turrito di due pezzi e merlato alla guelfa, il tutto di rosso, murato di nero e aperto del campo, cimato da un corvo di nero, passante sulla cortina.
Il gonfalone è un drappo partito di bianco e di nero.

## Monumenti e luoghi d'interesse
- la chiesa parrocchiale di Sant'Ilario
- il castello di Gignod, la cui esistenza è attestata nel 1228. I suoi ruderi servirono alla costruzione della chiesa parrocchiale[11][12]
- la torre di Gignod
- la casaforte di Archiéry, a valle della torre di Gignod, documentata dal 1409; restaurata nel 1596 per volere del prevosto della cattedrale di Aosta, Antonio d'Avise, conserva alcune finestre in pietra lavorata.[12][13]
- nella casaforte Caravex, in località Caravex, ha sede la Maison de l'Artisanat International - MAIN, temporaneamente chiusa[14]

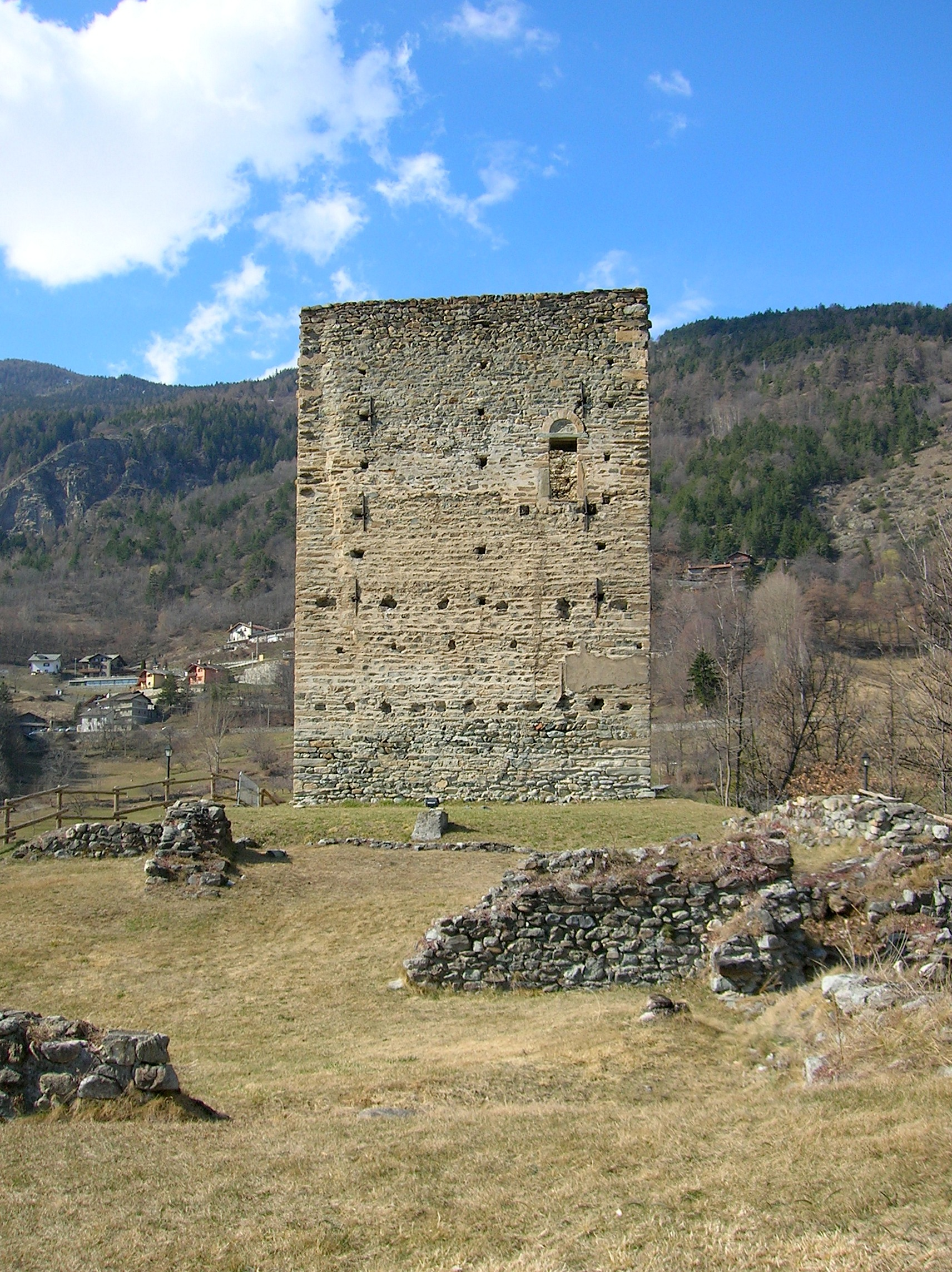
La Tour de Gignod
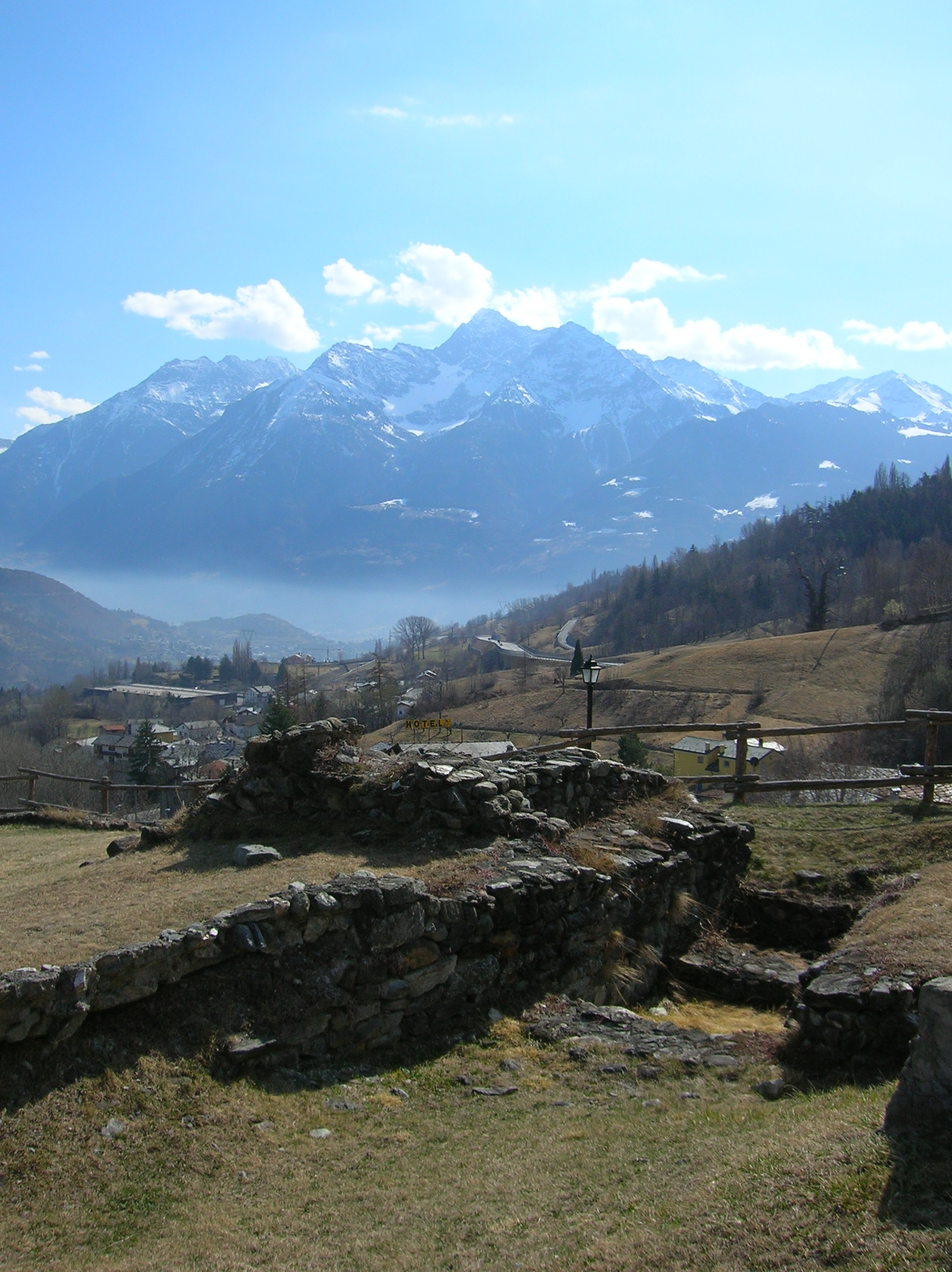
Panorama dai ruderi nel Parc de La Tour
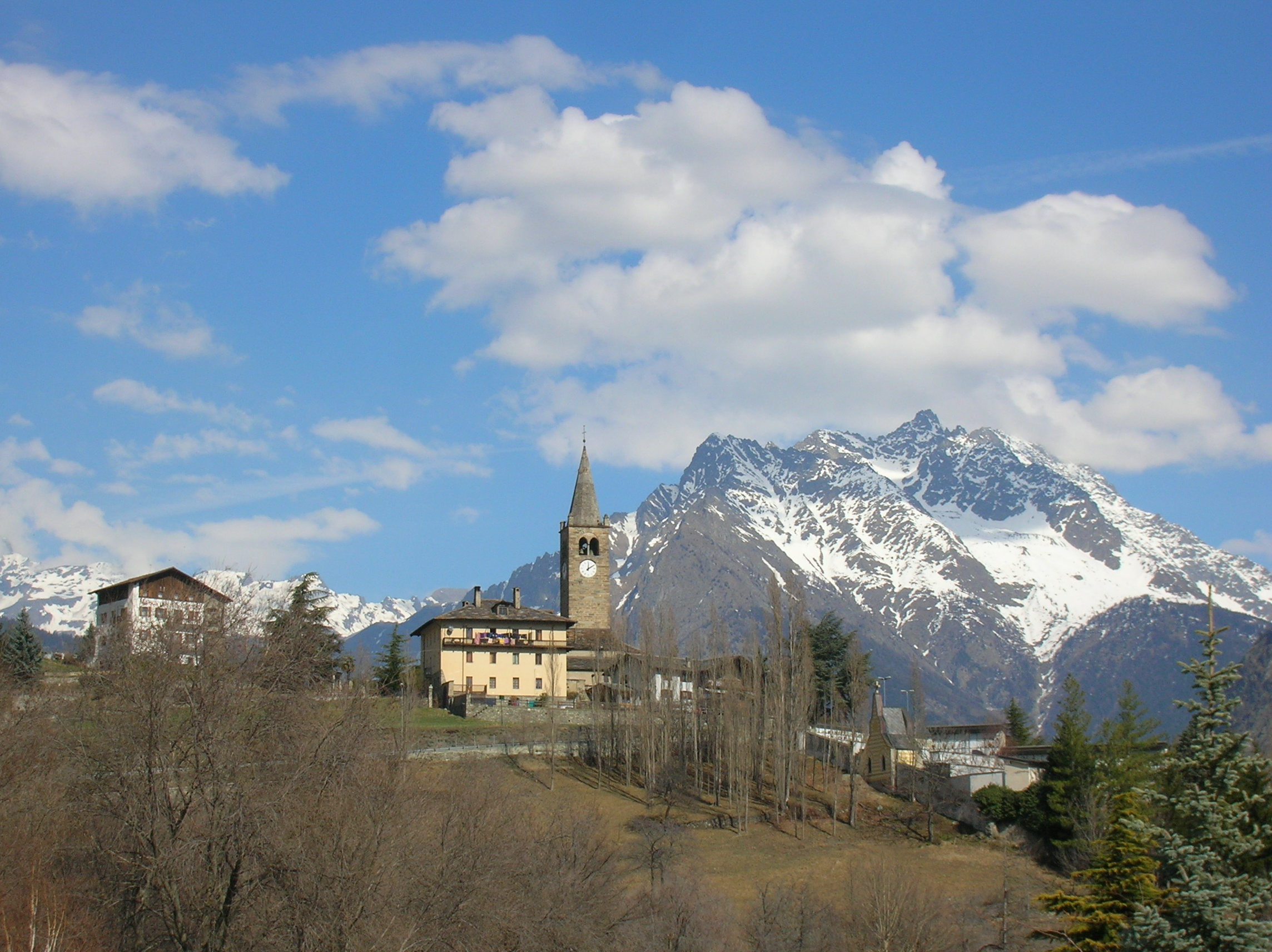
La chiesa
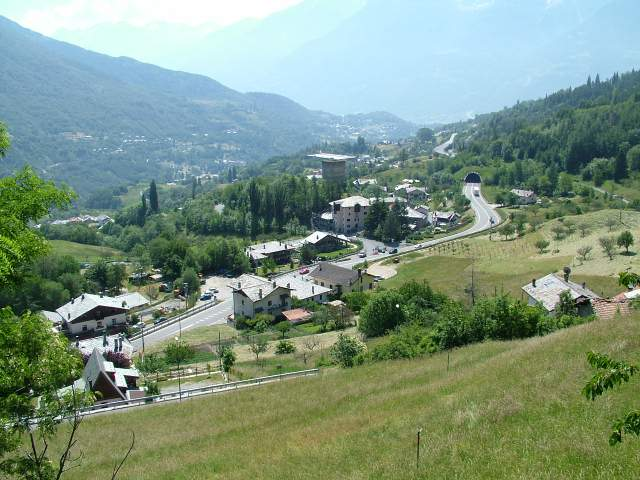
Plan Château (il capoluogo)
La casaforte di Archiéry (foto di André Zanotto)

## Società

### Evoluzione demografica
Abitanti censiti

## Cultura

### Biblioteche
In Frazione Capoluogo, nella "Maison des associations", ha sede la biblioteca comunale.

### Eventi
- Féta di teuteun[16] - ad agosto, sagra del teuteun, mammella bovina salmistrata tipica valdostana;
- Processione alla punta Chaligne (2608 m slm), ogni anno il 16 agosto, in segno di ringraziamento dei sopravvissuti alla peste del Seicento, che decimò la popolazione. Un corteo parte anche dalle località della collina di Aosta (Arpuilles, Cache, Champailler, Entrebin, Excenex, Laravoire, Signayes, Vignole et Cossan). In vetta viene in seguito celebrata la messa.

#### Carnevale dellaCombe Froide
A carnevale, di grande interesse la sfilata delle Landzette, le maschere tradizionali della Coumba Freida. Tali maschere sono ispirate alla divisa delle truppe napoleoniche, che seminarono il terrore al loro passaggio nel maggio del 1800. Per esorcizzare questo evento, la popolazione della Coumba Freida, la zona della Valpelline e della Valle del Gran San Bernardo, ha elaborato nei secoli una coloratissima parodia delle divise militari dell'epoca, e il giorno del carnevale percorrono tutti i comuni delle due vallate in maniera estremamente chiassosa e festosa.

## Economia

### Artigianato
Per quanto riguarda l'artigianato, importante è la lavorazione del legno finalizzata alla realizzazione di vari oggetti, tra i quali scatole e armadietti.

## Amministrazione

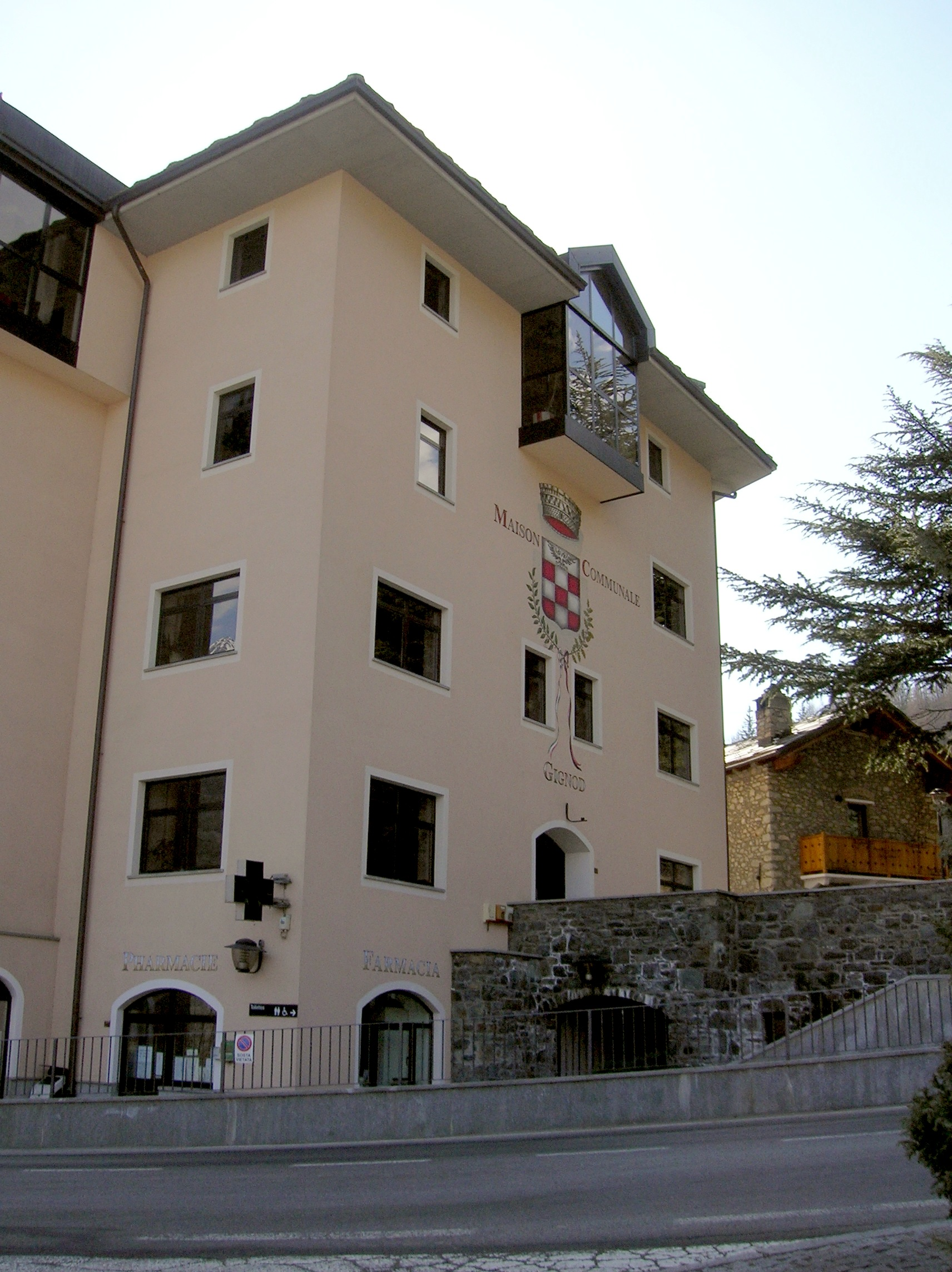
Il municipio.

Fa parte dell'Unité des Communes valdôtaines Grand-Combin.
Di seguito è presentata una tabella relativa alle amministrazioni che si sono succedute in questo comune.
| Periodo         | Periodo          | Primo cittadino  | Partito          | Carica  | Note   |
| --------------- | ---------------- | ---------------- | ---------------- | ------- | ------ |
| 8 luglio 1985   | 26 maggio 1990   | Ovando Vallet    | Union Valdôtaine | Sindaco | [ 18 ] |
| 26 maggio 1990  | 7 febbraio 1991  | Virgilio Borre   | Union Valdôtaine | Sindaco | [ 18 ] |
| 7 febbraio 1991 | 25 febbraio 1993 | Attilio Fassin   | Union Valdôtaine | Sindaco | [ 18 ] |
| 30 marzo 1993   | 29 maggio 1995   | Sergio Jovial    | Union Valdôtaine | Sindaco | [ 18 ] |
| 29 maggio 1995  | 18 giugno 1998   | Ennio Pastoret   | Union Valdôtaine | Sindaco | [ 18 ] |
| 18 giugno 1998  | 8 maggio 2000    | Claudio Brédy    | Union Valdôtaine | Sindaco | [ 18 ] |
| 8 maggio 2000   | 9 maggio 2005    | Claudio Brédy    | lista civica     | Sindaco | [ 18 ] |
| 9 maggio 2005   | 24 maggio 2010   | Claudio Brédy    | lista civica     | Sindaco | [ 18 ] |
| 24 maggio 2010  | 11 maggio 2015   | Riccardo Farcoz  | lista civica     | Sindaco | [ 18 ] |
| 11 maggio 2015  | in carica        | Gabriella Farcoz | lista civica     | Sindaco |        |

### Gemellaggi
- Pontlevoy[19]

## Sport
In località Variney ha sede un centro acquatico dotato di una vasca da 25 metri, spogliatoi, front desk e bar. La struttura offre inoltre una seconda vasca di 10 metri per 10 metri con profondità di 1,2 metri dotata di getti per l’idromassaggio, le cascate d’acqua per la cervicale, chaise longue, spazio per acquagym, e una zona benessere con sauna e bagno turco. Sono offerti inoltre corsi di apnea didattica, con Nicola Brischigiaro - uno dei massimi esperti italiani nella disciplina - come docente.
A completare la struttura vi è una palestra, utilizzata come impianto casalingo dalle formazioni pallavolistiche del Volley Grand Combin.
Il territorio di Gignod offre sentieri segnati per le escursioni e la mountain-bike; in inverno si può praticare lo scialpinismo e l'heliski.
In località Arsanières si trova un campo da golf a 9 buche.
Rispetto agli sport popolari, Gignod è tra i comuni valdostani quello in cui la pétanque è maggiormente giocata.
Si gioca anche a fiolet e a rebatta, caratteristici sport tradizionali valdostani.